# Callipallene acribica
Callipallene acribica là một loài nhện biển trong họ Callipallenidae. Chúng được miêu tả khoa học năm 1975 bởi Krapp.